# جاك رينر (لاعب غولف)
جاك رينر (بالإنجليزية: Jack Renner)‏ هو لاعب غولف أمريكي، ولد في 6 يوليو 1956 في بالم سبرينغس في الولايات المتحدة.

## وصلات خارجية
- جاك رينر على موقع رابطة لاعبي الغولف المحترفين (الإنجليزية)
- جاك رينر على موقع التصنيف العالمي الرسمي للغولف (الإنجليزية)